# Kaevatsi
Kaevatsi est une île estonienne du golfe de Riga.